# Chettia
Chettia (em árabe: الشطية) é uma cidade e comuna localizada na província de Chlef, Argélia. Segundo o censo de 2008, a população total da cidade era de 71 408 habitantes.